# Frasne-le-Château
Frasne-le-Château è un comune francese di 335 abitanti situato nel dipartimento dell'Alta Saona nella regione della Borgogna-Franca Contea.

## Società

### Evoluzione demografica
Abitanti censiti